# A Rite of Passage
《A Rite of Passage》는 드림 시어터의 정규 10집 Black Clouds & Silver Linings의 세 번째 수록곡이자 첫 싱글커트된 곡이다. 마이크 포트노이는 에디 트렁크와의 인터뷰에서 앨범에 들어가는 곡은 8분 30초이지만 3월 말쯤 촬영될 뮤직비디오에는 5분 30초 정도로 편집된 곡이 쓰일 것이라고 말했다. 한 인터뷰에서 조던 루디스는 곡의 가사가 프리메이슨을 소재로 삼고있다고 말했다. 이 곡은 Black Clouds & Silver Linings 앨범에서 포트노이나 페트루치의 개인적이 경험이 담기지 않은 유일한 곡이다.
로드러너 레코드 홈페이지에서는 이 곡을 5월 5일 하루동안만 무료로 다운받을 수 있게 하였다. 인터넷 선공개는 5월 11일, 뮤직비디오 발표는 5월 8일 이루어졌다.

## 곡 목록
전체 작사: 존 페트루치. 전체 작곡: 드림 시어터
| #             | 제목                              | 재생 시간 |
| ------------- | --------------------------------- | --------- |
| 1.            | 〈A Rite of Passage〉 (앨범 버전) | 8:38      |
| 2.            | 〈A Rite of Passage〉 (에디트)    | 6:08      |
| 3.            | 〈A Rite of Passage〉 (에디트 2)  | 5:40      |
| 총 재생 시간: | 총 재생 시간:                     | 20:26     |

## 구성원
- 제임스 라브리에 - 리드 보컬
- 존 페트루치 - 기타, 백킹 보컬
- 조던 루디스 - 키보드
- 존 명 - 베이스
- 마이크 포트노이 - 드럼, 백킹 보컬